# サヴァンナ (蒸気船)
サヴァンナ（英語：SS Savannah）は、1818年にアメリカ合衆国で建造された、外輪の蒸気エンジンを備えた帆船。1819年5月から6月に大西洋を横断し、「大西洋を横断した最初の蒸気船」として知られる。ただし航海の多くは帆走であった。この歴史的な航海にもかかわらず、貨物を犠牲にしたエンジンと燃料の積載スペースと、革命的な蒸気駆動を受け入れることへの不安から商業的な成功を収めることはなかった。当初郵便船として建造されたが、所有者の（当船とは関係のないところでの）財政悪化により、ヨーロッパからの帰還直後に、純粋な帆船へと変更された。サヴァンナは、1821年ニューヨークのロングアイランドで難破した。
サヴァンナの大西洋横断以降39年間、大西洋を横断したアメリカ船籍の蒸気船は一隻もなかった。二隻のイギリスの外輪の蒸気船、イザムバード・キングダム・ブルネル設計のグレート・ウェスタンとメンジース社のシリウスが、1838年にニューヨークに向かって先着を競ったが、いずれも蒸気のみでの航海であった。

## 建造
サヴァンナは、ニューヨークにある造船所で帆船として建造されていた。この船が船台にある頃、船長モーゼス・ロジャースはサヴァンナ蒸気船会社の財政支援を背景にこの船を購入。世界初の大西洋横断蒸気船という名声を得るために補助蒸気機関を追加した。
サヴァンナの改造は無事成功し、蒸気機関と外輪が増設された。マストと操帆装置の設置はモーゼスの遠い従兄弟で後に義弟となるスティーブンス・ロジャースが監督していたが、機械設備の設置はモーゼス自らが監督した。
サヴァンナが大西洋を横断した際、そのほとんどを帆に頼っていたため、1833年に横断した蒸気船ロイヤル・ウィリアムが蒸気船による最初の大西洋横断であるとする文献も存在する。なぜなら、ロイヤル・ウィリアムは完全に蒸気機関だけの横断を達成したからである。また、英国で建造されオランダが所有していたキュラサオは1827年に横断する際、数日間にわたって蒸気機関を使用したため、これが最初の蒸気船による大西洋横断だとする文献も存在する。

## 船体構造
サヴァンナのシリンダーには、ニューヨークに拠点を置くアレアー・アイアン・ワークス社のものが使用されたが、蒸気機関自体と外輪はニュージャージー州に拠点を置くスピードウェル・アイアンワークス社のものが使用された。蒸気機関は直接作動で90馬力の低圧のもの、シリンダーは直径1mのものが使用されていた。サヴァンナの蒸気機関と機械系統は当時ではかなり大型であり、モーゼス・ロジャースは進水後に適切なボイラーを見つけるのに苦戦した。鋳鉄でできた外輪の直径は16フィート、一つの外輪に8つの羽根がついていた。また、燃料については石炭75トン、材木25コード尺じめを搭載できた。

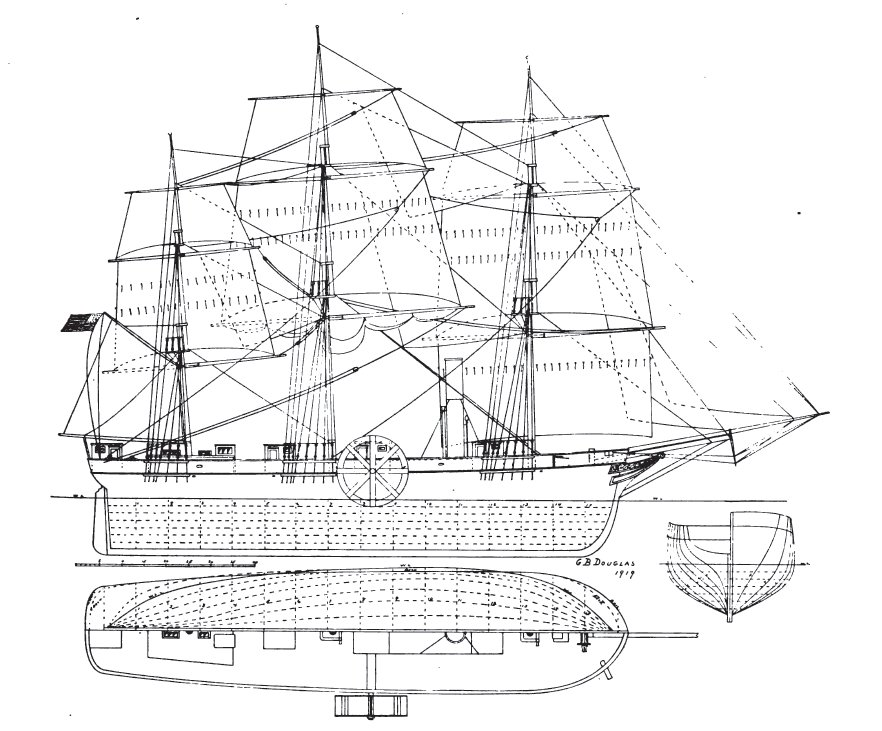
サヴァンナの図

燃料の搭載量が少なかったため、サヴァンナの蒸気機関は海が凪いでいて帆だけでは4ノット以下しか出せない場合に限って使用された。使用していない間に蒸気機関が痛むことのないよう、外輪の羽根は棒の代わりに鎖で繋がれており、外輪を折り畳んでデッキに保管できるようにしていた。同様に、外輪の保護具も金属の枠に布を張って作られており、必要のない時には格納できるようになっていた。この外輪と保護具の格納は15分未満で行うことができた。サヴァンナは取り外し可能な外輪を備えた唯一の船としても知られている。
サヴァンナの外殻と索具装置は航海長スティーブンス・ロジャースの監督下で建造された。この船は、ロイヤルマストとロイヤルセールを除いては通常の帆船と同じ索具装置を備えていた。現存するサヴァンナの図を見ると、蒸気機関とボイラーのスペースを確保するためにメインマストが通常よりも遥かに船尾寄りに付けられている。

### 内装
サヴァンナには2人部屋が16室設けられており、定員は32名であった。また、女性用の区画は男性用の区画と「完全に分離されていた」と報告されている。談話室は3カ所備え付けられており、絨毯やカーテン、鏡で装飾されていた。特別室は大きく快適で、その内装は郵便船というよりもむしろ豪華客船に近いものであった。

## 運行初期
サヴァンナが大西洋横断公開を始める前、蒸気船はニューヨークで「蒸気の棺桶」と呼ばれ、船長モーゼス・ロジャースは乗組員を集められなかった。そのため、義弟のスティーブンス・ロジャースが故郷のコネチカット州ニューロンドンへ赴き、乗組員を集めた。
1819年3月22日、サヴァンナはニューヨーク港で約2時間の試験航行を行い、蒸気機関の性能を確認した。3月28日の日曜日午前10時、サヴァンナはニューヨークを出航し拠点となるジョージア州サバンナへと向かった。この朝、サヴァンナは午前11時に初めて蒸気機関を使用したが、30分後には荒天により船長判断で外輪が格納され、帆走に再転換した。目的地には4月6日に到着した。207時間の航海の中で蒸気機関を使用したのは41時間半であった。また、到着は午前4時と早朝であったのにもかかわらず、大勢の群衆がサヴァンナの到着を迎えた。

### 大統領の乗船

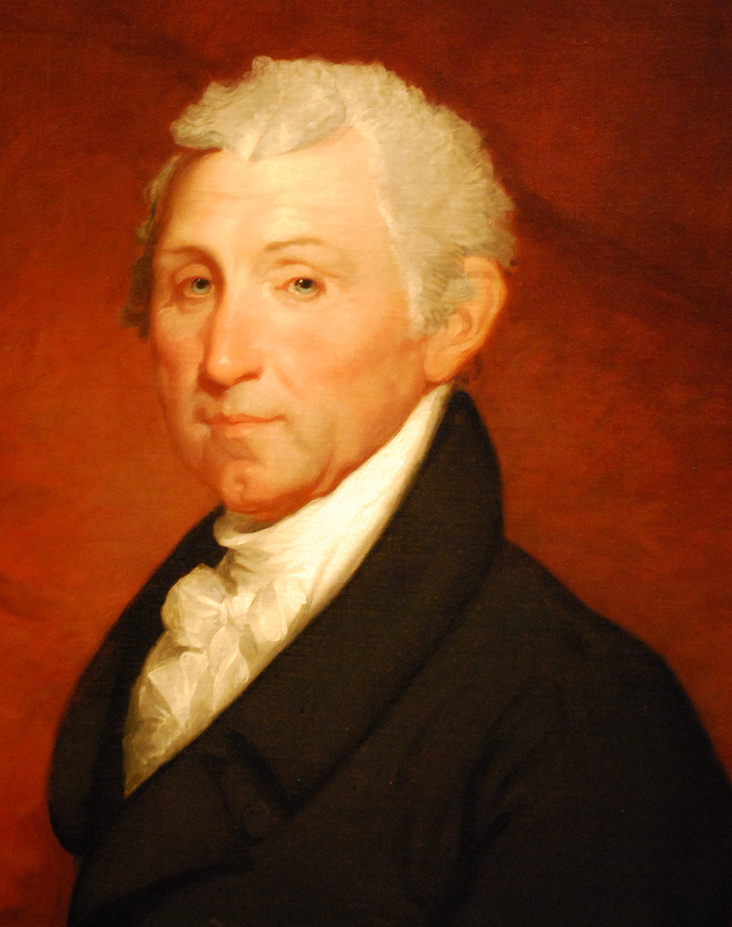
合衆国大統領ジェームズ・モンローは、大西洋航海直前のサヴァンナに乗り、短期航海をした。

サヴァンナ港に蒸気船サヴァンナが到着して数日後、偶然にも合衆国大統領ジェームズ・モンローが造兵廠などの軍事施設の視察のためサウスカロライナ州チャールストンを訪れた。これを耳にしたサヴァンナの所有者ウィリアム・スカーブラフは大統領をサヴァンナ港までの航海に招待するため、チャールストンまで北上するよう船長ロジャースに指示した。
サヴァンナは4月14日にチャールストンへと出航し、2日後に到着した。スカーブラフの招待状が大統領へ送られたが、地元住民はジョージア州の船で大統領がサウスカロライナを離れることに反対したため、モンロー大統領は後日その船に乗ることを約束し、サヴァンナは一度母港へ戻ることとなった。4月30日、サヴァンナは母港へと再び出航し、27時間後に到着した。
5月7日、8日にサヴァンナは石炭を搭載し、11日にモンロー大統領が約束を果たすために訪れた。大統領が乗船した後、サヴァンナは午前8時に港を出発、タイビー灯台へと向かい午前10時30分に到着、午前11時に帰港した。モンローはこの乗船を満喫し、合衆国の船が蒸気船最初の大西洋横断に挑戦することに対する情熱を所有者スカーブラフに語った。また、モンローはサヴァンナの機械設備にも感嘆し、大西洋の横断後には首都ワシントンD.C.までこの船と一緒に来て欲しいとスカーブラフに伝えた。そうすれば、連邦議会がこの船を調査し、キューバ海賊の対処用に購入を検討するだろうと述べた。

## 大西洋横断航海
モンロー大統領の乗船から数日後、サヴァンナの乗組員は船長モーゼス・ロジャース、航海長スティーブンス・ロジャースと共に大西洋横断航海の最終準備に取り掛かった。5月15日の大雨の際には外輪に軽度の損傷が発生したが、船体は問題なかった。
船主は乗客と貨物の安全を確保するために最大限の努力をしていたが、このような前人未到の航海に自分の命と財産を預けたいと思うものは全くおらず、当初は乗客、積荷集めに苦労した。5月19日、地元住民に対して翌日出航する旨の広告がなされたが、飲酒した乗組員のタラップ落下事故により2日延期された。その延期にもかかわらず結局乗客は一人も現れないままであり、この航海は純粋な実験航海となった。

### 大西洋横断
5月22日、蒸気船サヴァンナはサバンナ港から出航し、数時間以内にタイビー灯台に寄港した。そして、5月24日午前5時、帆走と外輪航行を併用したサヴァンナはイングランドのリヴァプールを目指して出航した。同日午前8時には外輪を格納し、帆走のみに移行した。29日にはスクーナー船コントラクトがサヴァンナとすれ違った。サヴァンナから煙が上がっているのを見て船長は火事を疑い、様子を窺うために数時間追跡したが、結局見失ってしまった。その後、コントラクトの船長は煙を上げていた船が大西洋横断航海中の蒸気船であると結論づけ、「ヤンキーの技術と冒険心による誇らしい瞬間である」と称賛を表した。
6月2日に帆船プルートとすれ違った際、航行速度は9ノットから10ノットに達していた。船長ロジャースからサヴァンナの航海が順調であることを知らされ、プルートの乗員は万歳三唱をした。その後18日までは他の船とすれ違った記録はなく、19日にアイルランド沖で英国軍のカッター船カイトとすれ違った。カイトの乗員もまた3週間前のコントラクトと同様にサヴァンナが火事であると考えて数時間に渡って追跡した。しかし、サヴァンナに追い付けなかったため、カイトは警告砲撃まで実施し、船長ロジャースはサヴァンナを停止させた。その後、カイトが追いついて臨検の許可をロジャースに求め、その許可が下りた。イギリスの船員たちは臨検により、好奇心が満足したと述べた。

サヴァンナの燃料が尽きたために18日時点ではコークへの寄港が熱弁されていたが、結局6月20日にリヴァプールへ到着した。到着した際には数百隻の船がこの珍しい船を見ようと出てきた。その中には英軍のスループ型軍艦の姿もあり、ある士官が甲板に居合わせた航海長のスティーブン・ロジャースに呼びかけた。後日、コネチカット州のニューロンドン・ガゼット紙がその様子を以下のように伝えている。
士官がロジャースに「マスター（商船の船長）はどこにいますか？」と尋ねたのに対し、彼は「マスターはいません」と簡潔に答えた。「では、キャプテン（軍艦の船長）はどこにいますか？」「彼は下にいます。会いたいですか？」「ええ」。呼ばれて出てきた船長が用件を訊くと、士官は「なぜそのような旗を掲げているのですか？」と尋ねた。船長は「私の国が認めているからです」と答える。「我々の指揮官は、彼を侮辱するためになされたものだと考えています。もし旗を降ろさなければ、そうさせるための部隊を派遣するでしょう」。するとロジャース船長は機関士に向かって「温水機関の準備をしろ」と叫んだ。そのような機械は搭載されていなかったにもかかわらず、狙ったとおりの効果があり、ジョン・ブルはおのずからできるだけ速く漕ぎ去って行った。
リヴァプールに近づくにつれ、サヴァンナは埠頭や家の屋根の上に押し寄せた群衆から歓迎を受けた。午後6時にいかりを降ろし、29日と11時間の航海は終了した。なおこの航海の中で蒸気機関を使用したのは全体の11%にあたる合計80時間であった。

### リヴァプールにて
サヴァンナがリヴァプールに停泊していた期間、数千人もの人々がこの船を見学した。その中には陸軍や海軍の士官、また地元の名士も含まれていた。ただ、米英戦争の終結からまだ10年も経っていない時期であったため、中にはこの船がナポレオンをセントヘレナ島から救出しようとしているのではないかと疑う者もいた。なぜなら、ナポレオンの兄弟であるジュロームが大西洋航海に対して多額の資金を拠出していたからである。
サヴァンナは25日間にわたりリヴァプールに停泊し、乗員集めや船の再塗装、蒸気機関の試験、燃料と物資の補給などを行った。そして、7月21日、サヴァンナはロシアのサンクトペテルブルクを目指してリヴァプールを出航した。

### スウェーデンにて
サヴァンナは8月9日にデンマークのヘルシンゲルに到達し、検疫のために5日間寄港した。そして、14日にスウェーデンのストックホルムへ向かい、バルト海を航行した最初の蒸気船となった。
8月22日にストックホルムに到着し、28日にはスウェーデン＝ノルウェーの王子が視察に訪れた。9月1日には体験航海が実施され、アメリカ合衆国や他の国の大使や貴族などが参加した。ストックホルム港滞在中、スウェーデン政府がサヴァンナの購入を提案したが、モーゼス・ロジャースはこの提案を拒否した。しかし、スウェーデン王カール14世ヨハンから出港前に贈り物が贈呈された。9月5日、サヴァンナはロシアのクロンシュタットを目指して出航し、9日に到着した。

### ロシアにて

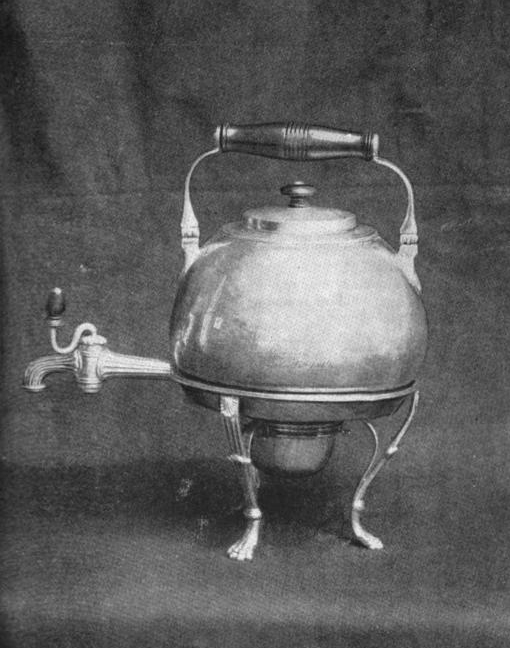
リネドック卿から船長モーゼス・ロジャースに贈られた銀のコーヒーメーカー

クロンシュタットにおいて、ロシア帝国はサヴァンナと船長ロジャースを金時計や2脚の鉄椅子で歓迎した。サヴァンナはさらにサンクトペテルブルクへ向かい、9月13日に到着した。このリヴァプールからサンクトペテルブルクまでの区間では頻繁に蒸気機関を利用し、その利用時間は241時間であった。
サンクトペテルブルクにおいて、駐ロシアアメリカ大使館は著名人をこの船の見学に招いた。そして、9月18日、21日、23日にサヴァンナは蒸気機関を用いた複数回の体験航海を実施し、ロシア皇室やその他の軍人を含む著名人が乗船した。ロシア帝国もスウェーデンと同様にサヴァンナの購入を申し出たが、モーゼス・ロジャースは受け入れなかった。
9月27日、28日、サヴァンナは合衆国へ戻るための石炭や物資の積み込みが行われた。出航前、サヴァンナでリヴァプールからサンクトペテルブルクまで同行したスコットランドのリネドック卿が船長モーゼス・ロジャースと航海長スティーブンス・ロジャースに対してコーヒーメーカーと金の嗅ぎタバコ入れを記念に贈呈した。

### アメリカ合衆国への帰国
9月29日、サヴァンナはクロンシュタットを出航し、母港サヴァンナへと向かった。しかし、クロンシュタット近海で荒天に見舞われ、錨とホーサを失ってしまった。その後、改めて10月10日にクロンスタットを出航し、17日にコペンハーゲンに到着した。その後、ヘルシンゲルでバルト海出口の通行料を支払い、ノルウェーのアーレンダールで天候の好転を待った。結局、合衆国に戻るまでの大西洋航行中はほとんどの期間で強風と荒天に見舞われたため、蒸気機関は40日間の航海でほとんど使用されなかった。そして11月30日午前10時、サバンナ港出航から6か月と8日後に蒸気船サヴァンナは母港へ帰還した。

## 大西洋横断航海後
サヴァンナは母港で整備を受け、12月3日にワシントンD.C.へ向け出航、16日に到着した。しかし、1820年1月に母港のあるサヴァンナで大火が発生。商業地区が深刻な被害を受けた。船主のウィリアム・スカーブラフとその協力者も被災し、サヴァンナを売却せざるを得なくなった。
サヴァンナの蒸気機関は船体から取り除かれ、そのシリンダーを製造したアレアー・アイアン・ワークス社に1,600ドルで引き取られた。そのシリンダーは同社のオーナーであるジェームズ・アレアーによって保管され、後にニューヨーク水晶宮で展示された。蒸気機関の除去後、サヴァンナはニューヨーク・サヴァンナ間の郵便船として運用された。しかし、そのたった1年後の1821年11月5日、ロングアイランドの南岸で座礁し大きな損傷が発生した。
蒸気船サヴァンナの功績は、蒸気船でも外洋航海が可能であることを証明した点にある。しかし、当時の民衆にとって蒸気船はまだ外洋では信用できない交通手段であったし、そうでなくても船室の大部分を蒸気機関と燃料庫に割かれる蒸気船は経済的でなかった。蒸気船が大西洋を定期的に横断するにはこの後20年を要し、さらに別のアメリカ船籍の蒸気船が次に大西洋を横断したのは約30年後の1847年であった。
1944年5月22日、蒸気船サヴァンナが大西洋航海に出航した日に合わせて記念切手が発行された。